# Fish Museum & Biodiversity Centre
Das Fish Museum & Biodiversity Centre (FMBC,bengalisch ফিশ মিউজিয়াম এন্ড বায়োডাইভার্সিটি সেন্টার) ist ein Museum in Mymensingh, Bangladesch, in einem Gelände der Bangladesh Agricultural University. Das Zentrum wurde 2009 gegründet und in Zusammenarbeit mit der University of Stirling aufgebaut. Es ist eines der größten Bildungszentren zur Fischerei in Südostasien. Das Ziel ist Bildungsarbeit für eine Verbreitung von nachhaltiger Fischerei.

## Ziele
Das FMBC soll ein Bildungszentrum sein mit interaktiven Ausstellungsstücken, die Bangladeschs reiche Kulturgeschichte der Fischerei präsentiert und soll lokal und international Bewusstsein für die Notwendigkeit schaffen nachhaltige Fischerei-Methoden anzuwenden, damit die Fisch-Fauna in Bangladesch erhalten bleibt. FMBC unterhält auch international Kontakte mit anderen Museen und Forschungszentren.

## Ausstellung
In Bangladesch wurden 265 Fischarten im Süßwasser nachgewiesen. Davon konnten 230 Arten für die Ausstellung des FMBC angeschafft werden. Das Museum zeigt die Sammlung in fünf Räumen und zeigt auch Fossilien ausgestorbener Arten, interaktive Ausstellungsstücke und einen Medienraum.
Geplant sind Aquarien und maßgeschneiderte Systeme für Forschungszwecke für Naturschutzinitiativen. Zusätzlich soll eine kryogenische Fisch-Genbank und DNA-Sammlungen angelegt werden.

## Besuch
Das FMBC kann nach Voranmeldung jeden Freitag und Samstag besucht werden.